# Seznam přehradních nádrží v Německu

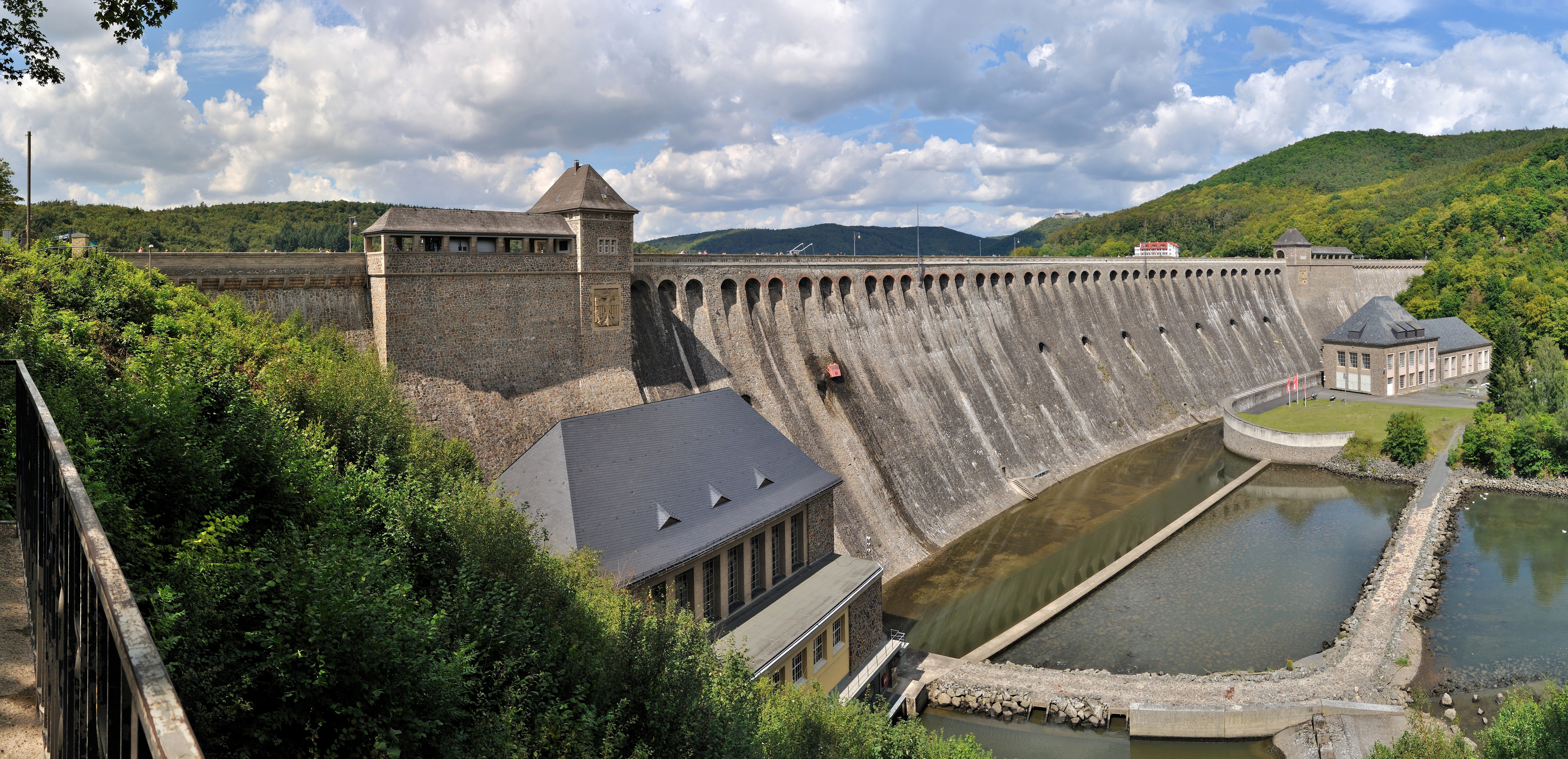
Přehradní hráz Edersee v Hesensku

Přehradní nádrže v Německu. Talsperre je německé slovo pro přehradní hráz (doslova: údolní bariéra). Nádrže jsou často odděleně uvedeny jména končící na -see, -teich nebo -speicher, což jsou německá slova pro jezero, rybník a vodní nádrž, tento název se však dá v těchto případech přeložit jako zásobárna nebo reservoár.

## Podle velikosti
Dosud existující vodní nádrže větší než 300 ha v Německu uspořádané podle rozlohy a případně objemu, pokud je rozloha shodná.
| přehradní nádrž                         | rozloha ha | délka km | šířka km | hloubka m | obvod km | objem m³    | nadmořská výška | rok dokončení | odtok (povodí)      | obec | spolková země             | poloha |
| --------------------------------------- | ---------- | -------- | -------- | --------- | -------- | ----------- | --------------- | ------------- | ------------------- | ---- | ------------------------- | ------ |
| Forggensee                              | 1 520,000  | —        | —        | —         | —        | 168 000 000 | —               | 1954          | Lech                | —    | Bavorsko                  |        |
| Edersee                                 | 1 180,000  | —        | —        | —         | —        | 199 300 000 | —               | 1914          | Eder                | —    | Hesensko                  |        |
| Möhnesee                                | 1 037,000  | —        | —        | —         | —        | 134 500 000 | —               | 1913          | Möhne               | —    | Severní Porýní-Vestfálsko |        |
| Spremberger Stausee                     | 933,000    | —        | —        | —         | —        | 42 700 000  | —               | 1913          | Spréva              | —    | Braniborsko               |        |
| Bleilochstausee                         | 920,000    | —        | —        | —         | —        | 215 000 000 | —               | 1913          | Sála                | —    | Durynsko                  |        |
| Hochwasserrückhaltebecken Straußfurt    | 900,000    | —        | —        | —         | —        | 19 200 000  | —               | 1962          | Ohm                 | —    | Durynsko                  |        |
| Hochwasserrückhaltebecken Kirchhain/Ohm | 900,000    | —        | —        | —         | —        | 17 000 000  | —               | 1956          | Unstruta            | —    | Hesensko                  |        |
| Biggesee                                | 876,000    | —        | —        | —         | —        | 171 700 000 | —               | 1965          | Bigge               | —    | Severní Porýní-Vestfálsko |        |
| Großer Brombachsee                      | 870,000    | —        | —        | —         | —        | 136 600 000 | —               | 1999          | Brombach, Igelsbach | —    | Bavorsko                  |        |
| Rurstausee                              | 783,000    | —        | —        | —         | —        | 202 600 000 | —               | 1959          | Rour                | —    | Severní Porýní-Vestfálsko |        |
| Quitzdorfer See                         | 750,000    | —        | —        | —         | —        | 22 020 000  | —               | 1972          | Schwarzer Schöps    | —    | Sasko                     |        |
| Hohenwarte-Stausee                      | 730,000    | —        | —        | —         | —        | 182 000 000 | —               | 1942          | Sála                | —    | Durynsko                  |        |
| Muldestausee                            | 630,000    | —        | —        | —         | —        | 120 000 000 | —               | 1975          | Mulda               | —    | Sasko-Anhaltsko           |        |
| Stausee Kelbra                          | 600,000    | —        | —        | —         | —        | 35 600 000  | —               | 1966          | Helme               | —    | Sasko-Anhaltsko, Durynsko |        |
| Ismaninger Speichersee                  | 580,000    | —        | —        | —         | —        | 11 100 000  | —               | 1929          | Mittlere-Isar-Kanal | —    | Bavorsko                  |        |
| Stausee Bautzen                         | 578,000    | —        | —        | —         | —        | 44 630 000  | —               | 1975          | Spréva              | —    | Sasko                     |        |
| Speicherbecken Borna                    | 572,000    | —        | —        | —         | —        | 97 100 000  | —               | 1980          | Pleiße              | —    | Sasko                     |        |
| Schluchsee                              | 514,000    | —        | —        | —         | —        | 108 000 000 | —               | 1933          | Schwarza            | —    | Bádensko-Württembersko    |        |
| Altmühlsee                              | 450,000    | —        | —        | —         | —        | 13 800 000  | —               | 1985          | Altmühlzuleiter     | —    | Bavorsko                  |        |
| Große Dhünntalsperre                    | 440,000    | —        | —        | —         | —        | 81 000 000  | —               | 1985          | Dhünn               | —    | Severní Porýní-Vestfálsko |        |
| Sylvensteinstausee                      | 390,000    | —        | —        | —         | —        | 124 000 000 | —               | 1959          | Isar                | —    | Bavorsko                  |        |
| Rappbodestausee                         | 390,000    | —        | —        | —         | —        | 109 800 000 | —               | 1959          | Rappbode            | —    | Sasko-Anhaltsko           |        |
| Talsperre Pöhl                          | 387,000    | —        | —        | —         | —        | 61 980 000  | —               | 1964          | Trieb               | —    | Sasko                     |        |
| Talsperre Eibenstock                    | 370,000    | —        | —        | —         | —        | 74 650 000  | —               | 1987          | Cvikovská Mulda     | —    | Sasko                     |        |
| Vilstalsee                              | 359,000    | —        | —        | —         | —        | 9 600 000   | —               | 1976          | Vils                | —    | Bavorsko                  |        |
| Sorpesee                                | 330,000    | —        | —        | —         | —        | 70 000 000  | —               | 1935          | Sorpe               | —    | Severní Porýní-Vestfálsko |        |
| Rottachsee                              | 313,000    | —        | —        | —         | —        | 28 450 000  | —               | 1990          | Rottach             | —    | Bavorsko                  |        |
| Halterner Stausee                       | 307,000    | —        | —        | —         | —        | 20 500 000  | —               | 1930          | Stever              | —    | Severní Porýní-Vestfálsko |        |

## Podle spolkových zemí
Další přehrady nezahrnuté v přehledu podle rozlohy:

### Hesensko
Aartalsee, Affolderner See, Antriftstausee, Diemelsee, Stausee Driedorf

### Dolní Sasko
Vodní nádrž Ecker, Vodní nádrž Grane, Vodní nádrž Innerste, Vodní nádrž Oder, Oderteich, Vodní nádrž Oker, Vodní nádrž Söse

### Severní Porýní-Vestfálsko
Vodní nádrž Aabach, Vodní nádrž Agger, Reservoár Ahauser, Reservoár Baldeney, Vodní nádrž Bever, Reservoár Beyenburg, Borchen Flood Control Basin, Vodní nádrž Breitenbach, Bruchbachtal-Büderich Flood Control Basin, Vodní nádrž Bruch, Vodní nádrž Dahlhausen, Vodní nádrž Diepental, Vodní nádrž Dreilägerbach, Ebbinghausen Flood Control Basin, Eicherscheid Flood Control Basin, Vodní nádrž Eiserbach, Vodní nádrž Ennepe, Eringerfeld Flood Control Basin, Vodní nádrž Eschbach, Reservoár Esmecke, Vodní nádrž Fuelbecke, Vodní nádrž Fürwigge, Vodní nádrž Genkel, Vodní nádrž Glingebach, Vodní nádrž Glör, Gollentaler Grund Flood Control Basin, Hengsteysee, Vodní nádrž Wahnbach, Vodní nádrž Wupper

### Sasko
Reservoár Altenberg, Buschbach Flood Control Basin, Vodní nádrž Carlsfeld, Vodní nádrž Cranzahl, Dörnthaler Teich, Vodní nádrž Dröda, Vodní nádrž Einsiedel, Vodní nádrž Euba, Vodní nádrž Falkenstein, Vodní nádrž Forchheim Auxiliary, Friedrichswalde-Ottendorf Flood Control Basin, Vodní nádrž Gottleuba

### Sasko-Anhaltsko
Vodní nádrž Ecker, Vodní nádrž Königshütte, Vodní nádrž Mandelholz, Vodní nádrž Rappbode Auxiliary, Vodní nádrž Wendefurth, Vodní nádrž Wippra, Vodní nádrž Zillierbach

### Durynsko
V Durynsku je téměř 171 přehradních nádrží. Největší jsou tyto:
- Reservoár Haselbach, Vodní nádrž Leibis-Lichte, Vodní nádrž Neustadt[pozn. 3], Vodní nádrž Schmalwasser, Vodní nádrž Schönbrunn, Vodní nádrž Zeulenroda